# Bang Si-hyuk
Bang Si-hyuk (en hangul, 방시혁; en hanja, 房時爀; Corea del Sur, 9 de agosto de 1972), conocido como "Hitman" Bang, es un compositor, productor y ejecutivo surcoreano. Es el fundador de Big Hit Music y presidente de la junta directiva de HYBE.

## Biografía
La pasión de Bang por la música empezó a temprana edad; sin embargo, sus padres desaprobaron que siguiera una carrera en la música. Asistió a la escuela secundaria Kyunggi High School y posteriormente se graduó en la Universidad Nacional de Seúl.

## Carrera
Bang debutó como compositor mientras estaba en la universidad. Conoció a Park Jin-young a mediados de la década de 1990 y a menudo trabajan juntos para escribir canciones. Cuando Park fundó su compañía, JYP Entertainment, Bang se unió como compositor, arreglista y productor. Uno de sus éxitos tempranos fue el grupo g.o.d. Tanto Park como Bang fueron responsables del desarrollo del álbum debut de g.o.d, Chapter 1; el primero se encargó de la producción y la composición mientras que el último arregló la instrumentación y la música. Algunas de las pistas más famosas de g.o.d, en las que trabajó como arreglista, incluyen «One Candle» y «Road». Su nombre artístico se originó en este periodo, cuando g.o.d se convirtió en la boy band más popular y con mayor número de ventas de principios de los 2000 en Corea del Sur. Además de g.o.d, Bang también ha producido o compuesto para artistas como Im Chang-jung y Park Ji-yoon, el cantante y actor Rain, los grupos Wonder Girls, 2AM y Teen Top, la cantante R&B Baek Ji-young, entre otros.
En 2005 Bang se fue de JYP Entertainment y fundó su propia compañía, Big Hit. Aún escribe, compone y produce canciones. Coescribió seis pistas en el álbum de BTS Wings, publicado en octubre de 2016. El éxito de Wings hizo que ganara el premio al «Mejor productor» en los Mnet Asian Music Awards, así como un reconocimiento como compositor en los Melon Music Awards ese mismo  año. En junio de 2018 fue nombrado uno de los «líderes internacionales de la música» por la revista Variety debido a los logros de BTS
En julio de 2021, su patrimonio neto declarado se estimó en alrededor de unos 3.200 millones de dólares, según el índice de multimillonarios de Bloomberg.

## Discografía

### Como productor o escritor
| Año  | Artista      | Álbum o Canciones                                | Notas                                                         |
| ---- | ------------ | ------------------------------------------------ | ------------------------------------------------------------- |
| 2007 | Wonder Girls | The Wonder Years                                 |                                                               |
| 2009 | Taegoon      | 1st Mini Album                                   |                                                               |
| 2010 | 2AM          | Saint o'Clock                                    |                                                               |
| 2011 | Homme        | Homme                                            |                                                               |
| 2011 | Lee Seung-gi | Tonight                                          |                                                               |
| 2011 | Teen Top     | Roman                                            | con el compositor Park Chang Hyeon                            |
| 2013 | BTS          | 2 Cool 4 Skool                                   | Coproducido con Pdogg                                         |
| 2013 | BTS          | O!RUL8,2?                                        | Coproducido con Pdogg                                         |
| 2014 | BTS          | Skool Luv Affair                                 |                                                               |
| 2014 | BTS          | Skool Luv Affair Special Eddition                |                                                               |
| 2014 | BTS          | 1st Japan Single Album: No More Dream            |                                                               |
| 2014 | BTS          | 2nd Japan Single Album: Boy In Luv               |                                                               |
| 2014 | BTS          | Dark & Wild                                      |                                                               |
| 2014 | BTS          | 3rd Japan Single Album: Danger                   |                                                               |
| 2014 | BTS          | Wake Up                                          |                                                               |
| 2015 | BTS          | The Most Beautiful Moment in Life, Part 1        |                                                               |
| 2015 | BTS          | 4th Japan Single Album: For You                  |                                                               |
| 2015 | BTS          | The Most Beautiful Moment in Life, Part 2        |                                                               |
| 2015 | BTS          | 5th Japan Single Album: I NEED U                 |                                                               |
| 2015 | BTS          | 6th Japan Single Album: RUN                      |                                                               |
| 2016 | BTS          | The Most Beautiful Moment in Life: Young Forever |                                                               |
| 2016 | BTS          | Youth                                            |                                                               |
| 2016 | BTS          | WINGS                                            |                                                               |
| 2017 | BTS          | You Never Walk Alone                             |                                                               |
| 2017 | BTS          | Love Yourself 承 Her                             |                                                               |
| 2018 | BTS          | Love Yourself 轉 Tear                            |                                                               |
| 2018 | BTS          | Love Yourself 結 Answer                          |                                                               |
| 2018 | IZ           | Angel                                            | «Angel» con Supreme Boi, compuso «Granulate» con Kim Do Hoon. |
| 2019 | TXT          | The Dream Chapter: Star                          |                                                               |
| 2019 | BTS          | Map of the Soul: Persona                         |                                                               |
| 2019 | BTS          | BTS World: Original Soundtrack                   |                                                               |
| 2019 | TXT          | The Dream Chapter: Magic                         |                                                               |
| 2020 | GFriend      | 回:Labyrinth                                     |                                                               |
| 2020 | BTS          | Map of the Soul: 7                               |                                                               |
| 2020 | TXT          | The Dream Chapter: Eternity                      |                                                               |
| 2020 | GFriend      | 回:Song of the Sirens                            |                                                               |
| 2020 | BTS          | Map of the Soul: 7 -The Journey-                 |                                                               |
| 2020 | TXT          | Minisode 1: Blue Hour                            |                                                               |
| 2020 | GFriend      | 回:Walpurgis Night                               |                                                               |
| 2020 | Enhypen      | Border: Day One                                  |                                                               |
| 2021 | Enhypen      | Border: Carnival                                 |                                                               |
| 2021 | TXT          | The Chaos Chapter: Freeze                        |                                                               |
| 2021 | Seventeen    | Your Choice                                      |                                                               |
| 2021 | TXT          | The Chaos Chapter: Fight or Escape               |                                                               |
| 2021 | Enhypen      | Dimension: Dilemma                               |                                                               |
| 2022 | Enhypen      | Dimension: Answer                                |                                                               |
| 2022 | Le Sserafim  | Fearless                                         | Productor ejecutivo                                           |
| 2022 | TXT          | minisode 2: Thursday's Child                     |                                                               |
| 2022 | Enhypen      | Manifesto: Day 1                                 |                                                               |
| 2022 | Le Sserafim  | Antifragile                                      | Productor ejecutivo                                           |
| 2023 | TXT          | The Name Chapter: Temptation                     |                                                               |
| 2023 | Le Sserafim  | Unforgiven                                       | Productor ejecutivo                                           |
| 2023 | &Team        | Buzz Love (バズ恋)                               |                                                               |
| 2023 | Enhypen      | Fate                                             |                                                               |
| 2023 | Enhypen      | Sacrifice (Eat Me Up)                            |                                                               |
| 2023 | Enhypen      | Chaconne                                         |                                                               |
| 2023 | Enhypen      | Bills                                            |                                                               |
| 2023 | Enhypen      | Karma                                            |                                                               |
| 2023 | &Team        | Firework                                         |                                                               |

### Reality shows
| Año  | Título | Notas             |
| ---- | ------ | ----------------- |
| 2020 | I-LAND | productor general |

## Premios
| Año  | Premios                       | Categoría                                 | Resultado |
| ---- | ----------------------------- | ----------------------------------------- | --------- |
| 2009 | Melon Music Awards            | Premio al compositor                      | Ganador   |
| 2010 | Mnet 20's Choice Awards       | Premio a las 20 estrellas más influyentes | Ganador   |
| 2011 | Korea Music Copyright Awards  | Mejor letrista (Balada)                   | Ganador   |
| 2011 | Korea Music Copyright Awards  | Mejor compositor (Balada)                 | Ganador   |
| 2011 | Korea Music Copyright Awards  | Premio obra maestra                       | Ganador   |
| 2016 | Asia Artist Awards            | Mejor productor                           | Ganador   |
| 2016 | Melon Music Awards            | Premio al compositor                      | Ganador   |
| 2016 | Mnet Asian Music Awards       | Mejor productor ejecutivo                 | Ganador   |
| 2017 | Golden Disc Awards            | Mejor productor                           | Ganador   |
| 2017 | Gaon Chart Music Awards       | Productor del año                         | Ganador   |
| 2017 | Korea Content Awards          | Premio de recomendación presidencial      | Ganador   |
| 2018 | Seoul Music Awards            | Premio al productor                       | Ganador   |
| 2018 | MBC Plus X Genie Music Awards | Premio al productor                       | Ganador   |
| 2018 | Mnet Asian Music Awards       | Productor del año                         | Ganador   |
| 2018 | Edaily Culture Awards         | Premio frontera                           | Ganador   |
| 2020 | Pony Chung Innovation Awards  | Innovation Award                          | Ganador   |
| 2020 | Mnet Asian Music Awards       | Best Executive Producer of the Year       | Ganador   |
| 2023 | Billboard Power 100 Party     | Clive Davis Visionary                     | Ganador   |

### Lista
| Año  | Editor    | lista                                   | Result   |
| ---- | --------- | --------------------------------------- | -------- |
| 2018 | Billboard | International Power Players – Recording | Incluido |
| 2019 | Billboard | New Power Generation: 25 Top Innovators | Incluido |
| 2019 | Billboard | International Power Players – Recording | Incluido |